# Svante Orell
Svante Gustaf Herman Orell, född 22 februari 1889 i Stockholm, död där 3 november 1968, var en svensk läkare.
Svante Orell var son till direktören Svante Andersson. Efter mogenhetsexamen 1909 studerade han vid Karolinska Institutet och blev 1913 medicine kandidat, 1918 medicine licentiat och efter disputation 1934 medicine doktor 1936 samt 1939 docent i ortopedi vid Karolinska Institutet. Efter förordnanden bland annat vid Sabbatsbergs sjukhus' kirurgiska avdelning 1921–1925 och vid Sankt Görans sjukhus' avdelning för kirurgisk tuberkulos 1926–1927 var han 1927–1936 överläkare vid Styrsö kustsjukhus. Från 1936 var han överläkare vid Sankt Görans sjukhus' avdelning för ortopedi och kirurgisk tuberkulos samt därutöver från 1937 läkare vid Konung Oscar II:s och Drottning Sophias guldbröllopsminnes sanatorium för skrofulösa barn i Nynäshamn. Orell var extra lärare vid Gymnastiska Centralinstitutet 1924–1926. Han företog flera studieresor till utlandet. Bland hans många arbeten inom benkirurgin märks särskilt hans studier över bentransplantation, där han utvecklade nya metoder. Orell var från 1928 gift med Kerstin von Post (1895–1932), dotter till Rikard von Post. Makarna är begravda på Styrsö kyrkogård.